# Blackfoot (gruppo musicale)
I Blackfoot sono un gruppo southern rock e hard rock statunitense proveniente da Jacksonville, in Florida, nato agli inizi degli anni settanta. La formazione classica era composta dal chitarrista e cantante Rickey Medlocke, il bassista Greg T. Walker, il batterista Jakson Spires e il chitarrista solista Charlie Hargrett.
Il nome Blackfoot (in italiano, Piede Nero) è dovuto al fatto che i primi tre musicisti hanno sangue indiano nelle vene.
La band, che ha conosciuto un notevole successo a cavallo tra i '70 e gli '80, ha venduto più di 5 milioni di dischi in tutto il mondo.

## Storia

### Primi anni
Durante la primavera del 1969, a Jacksonville, Rickey Medlocke (batteria, voce) e Greg T. Walker (basso) incontrano il newyorkese Charlie Hargrett (chitarra) e danno vita al gruppo Fresh Garbage band con Ron Sciabarasi alle tastiere.
Poco dopo, Sciabarasi lascia la band che si riorganizza con un nuovo nome, Hammer, e nuovi membri: oltre a Walker, Hargrett e Medlocke (passato alle chitarre), il gruppo comprende tre membri dei Tangerine: Jerry Zambito alle chitarre, Jakson Spires alla batteria e DeWitt Gibbs alle tastiere. Trasferitisi a Gainesville, in Florida, diventano la house band del topless bar Dub's, situato in periferia della città.
All'inizio del 1970, la band si trasferisce a Manhattan dove, appreso dell'esistenza di un altro gruppo sulla costa occidentale di nome Hammer, decide di adottare il soprannome in Blackfoot, anche in omaggio al popolo dei Nativi americani, dato che Spires è parte Cherokee, Medlocke parte Sioux, e Walker parte Creek.
Poco dopo, Gibbs lascia la band e Medlocke inizia a suonare la chitarra ritmica a tempo pieno.
Tuttavia, durante la primavera del 1971, Medlocke e Walker accettano l'offerta di unirsi ai Lynyrd Skynyrd (il primo, ritornando alla batteria).
Terminata l'esperienza nei Lynyrd Skynyrd - durata appena un anno e documentata nell'album Skynyrd's First and... Last, uscito postumo nel 1978, quando gli Skynyrds si erano già sciolti a seguito della tragedia aerea (ma un brano con i due in formazione, "One More Time", tratto dalle stesse sessions, era già apparso nell'album Street Survivors del 1977) - Medlocke e Walker cercano di riorganizzarsi nei Blackfoot ma il primo abbandona di nuovo mentre il secondo raggiunge i The Tokens (poi divenuti Cross Country).
Nell'agosto del 1972, Hargrett contatta Spires e Medlocke (ritornato alla voce e alla chitarra ritmica) per riformare i Blackfoot con il bassista Lenny Stadler (ex Blackberry Hill). Un altro chitarrista, Danny Johnson (poi confluito nei Derringer e negli Steppenwolf) viene impiegato alla ritmica, poi definitivamente sostituito dallo stesso Medlocke, che passa definitivamente alla chitarra.
Nell'estate del 1973, Stadler lascia la band a causa di problemi di salute, sostituito definitivamente da Greg T. Walker. A questo punto il gruppo, che aveva più volte cambiato la propria sede di lavoro e che peraltro aveva temporaneamente perso lo stesso Medlocke per problemi alla voce, sostituito brevemente da Patrick Jude, sceglie di stabilirsi nel nord del New Jersey ove registrati dei brani, li invia a Jimmy Johnson e David Hood, conosciuti in Alabama, quando avevano registrato con i Lynyrd Skynyrd.
Nascono così i primi due album della band: No Reservations del 1975, realizzato dalla Island Records, e Flying High, pubblicato l'anno successivo dalla Epic Records, entrambi prodotti da Johnson e Hood e caratterizzati da un classico sound hard southern, tipico di band come i citati Lynyrd Skynyrd o i 38 Special.

### Il successo
Nel 1979, dopo una pausa di tre anni - durante la quale il gruppo si era sciolto per un breve periodo, anche a causa del mancato successo dei primi due album - esce il terzo album, Strikes, che si rivela un successo commerciale grazie anche ad un indurimento del suono, che consente ai Blackfoot di raggiungere anche il pubblico metal, e ad hit efficaci quali "Highway song" e soprattutto "Train, Train", alla cui stesura collabora "Shorty" Medlocke, nonno di Rickey .
L'anno successivo è la volta di Tomcattin e, nel 1982, di Marauder, con i quali, visto anche il declino del southern rock (che aveva indotto alcuni gruppi a sterzare verso altre sonorità, come i 38 Special divenuti più pop, o gli Outlaws e i Molly Hatchet, più indirizzati verso l'hard rock), la band indurisce ancora di più il proprio sound, esibendosi spesso in compagini metal o hard rock.
Tutti e tre gli album si piazzano nei primi 50 posti della classifica americana (Strikes al 42°, Tomcattin' al 50° e Marauder al 48°), impresa che al gruppo non riuscirà mai più nel tratto a seguire.
La band conosce anche un grande successo in Germania, sempre attenta al genere southern (come dimostra la passione anche per band quali Molly Hatchet, Outlaws e gli stessi Skynyrd) e in Inghilterra, dove vengono addirittura stampati titoli altrove inediti (come lo shaped Send me an angel/Drivin' fool e il doppio 45 giri dal vivo Train Train/Too Hard To Handle, entrambi in formati che rimarranno inediti nel tratto a seguire).

### Declino e scioglimento
Successivamente, la formazione, alla quale si è unito nel frattempo il tastierista Ken Hensley (ex-Uriah Heep), pubblica Siogo, album che sebbene valido, risulta un flop dal punto di vista delle vendite (posizionandosi "soltanto" all'ottantaduesimo posto nella classifica USA) forse anche a causa del suono quasi del tutto privo di southern, ma infarcito di influenze hard rock, ancorché pregevoli (basti pensare che Send me an angel, singolo di punta dell'album, è composto da Hensley senza il contributo degli altri membri storici). Il gruppo, pertanto, cerca di ri-modernizzare la proposta musicale allontanando Hargrett, artefice di un suono giudicato troppo "biker", non proprio in linea con le esigenze di MTV al cui target punta adesso il combo.
Vertical Smiles, registrato ad Atlanta nel 1983 con l'ingegnere degli Yes, Eddie Offord, e pubblicato dalla Atco l'anno successivo, è una totale delusione per critica e pubblico, giacché, verosimilmente a causa dell'assenza di Hargrett, presenta sonorità scialbe e commerciali (è l'ultimo ingresso della band nella classifica americana, alla porzione n. 176). A questo punto Hensley abbandona la band che decide di non sostituirlo, reclutando invece un altro chitarrista, Bobby Barth, già con gli Axe. Tuttavia, effettuate diverse date dal vivo, il gruppo si scioglie nel dicembre del 1985.

### Prima serie di incarnazioni
Nel 1987, Medlocke decide di dare vita ad una formazione completamente rinnovata composta da Doug "Bingo" Bare (tastiere, cori), Jerry "Wizzard" Seay (già bassista dei Mother's Finest) e Harold Seay (batteria) pubblicando un album a nome Rickey Medlocke & Blackfoot ove sono completamente assenti influenze southern rock, in luogo di una mistura che coniuga funky rock e hard rock in pieno stile eighties.
L'anno successivo, la band registra alcuni cambi di formazione: entra il chitarrista Neal Casal mentre Wizzard e Seay lasciano a favore del batterista Gunner Ross e del bassista Mark Mendoza (già con i Twisted Sister). L'ultimo dura appena un anno, sostituito da Rikki Mayr (ex Lizzy Borden).
Nel 1990 la band, riappropriatasi del soprannome originale, pubblica Medicine Man che, uscito per una label indipendente, pur non rappresentando un ritorno alle vecchie sonorità, manifesta un (esile) riavvicinamento al genere southern.
Nel 1992, la formazione è del tutto mutata: sono ora della partita Benny Rappa alla batteria, Mark Woerpel (ex Whiteface) alla chitarra e Tim Stunson al basso. L'album After the Reign,  pubblicato lo stesso anno, rappresenta la migliore fatica degli ultimi 10 anni, decisamente più vicina al vecchio suono sudista.
Nel 1996 si registrano ancora cambiamenti: a Medlocke sono ora affiancati il batterista Stet Howland, il chitarrista John Housley (ex Ragady Ann) e il bassista Bryce Barnes (ex Edwin Dare). Tuttavia, proprio quell'anno, Medlocke rientra (stavolta definitivamente) nei Lynyrd Skynyrd, pertanto i Blackfoot terminano la tournée in corso allo scopo di onorare tutte le date prenotate, e si sciolgono definitivamente.

### Seconda serie di incarnazioni
Alla fine degli anni '90, Walker e Spires si ritrovano a comporre nuovo materiale inedito che poi finirà nell'album del primo dei due, Warrior's Pride, uscito nel 1999 sotto il nome di NDN (nel quale, però, Spires non compare in veste di musicista), Questo incontro è prodromico di una seconda reunion che prende vita nel 2004 allorquando i tre membri originali Spires, Walker e Hargrett decidono di riprovarci: ottenuto il permesso all'uso del nome da Medlocke, ma soltanto fino al 2011, affidano il ruolo di cantante (e chitarrista) a Bobby Barth, già nel gruppo negli anni '80, in sostituzione di Hargrett.
Questa incarnazione risulterà instabile quanto la precedente. Infatti, nel marzo del 2005 Spires muore improvvisamente a causa di un aneurisma: la band decide di perseverare, assoldando il batterista austriaco Christoph Ullmann. L'anno dopo, Barth, che accusa problemi di salute, è sostituito da Jay Johnson, figlio di Jimmy Johnson, il co-produttore dei primi due album. Nell'aprile 2007 Barth rientra in formazione e il gruppo decide di continuare con tre chitarristi, pubblicando l'unica uscita discografica del nuovo corso, un CD/DVD dal vivo (successivamente stampato anche in versione LP), intitolato Train Train: Southern Rock's Best Live, interamente composto da brani del periodo 1975-1982, riproposti in maniera convincente, con arrangiamenti che richiamano il suono aggressivo di inizio '80 e ben due voci, una acuta di Johnson, l'altra roca di Barth.
Tuttavia, poco dopo, Johnson lascia la band mentre alla batteria si succedono diversi cambi: Mark McConnell (2007-2008), Michael Sollars (2009), Scott Craig (2010). Nel 2010, Barth è costretto a sottoporsi ad un intervento chirurgico venendo pertanto sostituito dall'ex chitarrista dei Lynyrd Skynyrd, Mike Estes, mentre alla batteria si registra l'ennesimo cambio con l'ingresso di Kurt Pietro (in sostituzione di Scott Craig, che confluirà nei Molly Hatchet). Infine, nell'estate del 2011, Randy Peak sostituisce il defezionario Charlie Hargrett che fonderà sia la Hargrett-Thomas Band (assieme a Banner Thomas, bassista originale dei Molly Hatchet), sia i Southern Rock Special (band che comprende lo stesso Thomas e i giovani membri del gruppo Big Engine) e, soprattutto, parteciperà al progetto Monsters of Southern Rock, supergruppo che comprende membri recenti e passati di legende del Southern Rock (Mike Estes e Bob Burns dei Lynyrd Skynyrd, Jay Johnson dei Blackfoot, Luke Bradshaw degli Skinny Molly, Jimmy Farrar dei Molly Hatchet, Jeff Carlisi dei 38 Special).

Più tardi, sciolti i Blackfoot per scadenza dell'accordo preso con Medlocke, Pietro e Walker raggiungono Hargrett e Johnson nei citati Monsters of Southern Rock.

### Il nuovo corso
Nel 2012, si capisce come mai Medlocke aveva autorizzato i restanti membri all'uso del nome soltanto nel periodo 2004-2011: si affaccia a nome Blackfoot una line-up completamente rinnovata, scelta personalmente da Rickey Medlocke, che ne diventa il produttore. La nuova formazione, modellata ad immagine dei Blackfoot primi anni '80, comprende un organico di quattro giovani musicisti, alcuni dei quali già avvicendati, e pubblica un nuovo album il cui titolo è stato dapprima indicato in "Strikes Again", poi "Southern Native".

## Formazione

### Formazione attuale
- Brian Carpenter - basso, voce (2012–presente)
- Tim Rossi  - chitarra, voce (2012–presente)
- Matt Anastasi - batteria, voce (2012–presente)
- Rick Krasowski - chitarra, voce (2016–presente)

### Formazione iniziale
- Rickey Medlocke - voce, chitarra, mandolino, batteria (1969–1971, 1972–1997)
- Charlie Hargrett - chitarra (1969–1971, 1972–1984, 2004–2011)
- Greg T. Walker - basso, voci addizionali (1969–1971, 1973–1986, 2004–2011)
- Jakson Spires - batteria, percussioni, voci addizionali (1969–1971, 1972–1986, 2004–2005; morto nel 2005)

#### Il contributo controverso di Rickey Medlocke
La prima esperienza di Rickey Medlocke nei Lynyrd Skynyrd, avvenuta nel periodo 1970-1971, non è affatto marginale, come molti ritengono. Nell'album Street Survivors del 1977, infatti, è presente il brano "One More Time", risalente al biennio di cui sopra, in cui Medlocke suona la batteria e si dedica ai cori. Il successivo Skynyrd's First and... Last, che raccoglieva registrazioni della band di quello stesso periodo, è considerato un album fondamentale dalla maggior parte dei fan poiché composto unicamente da brani altrove inediti. Qui Medlocke è quasi onnipresente, giacché compare:
- - come batterista in "Preacher's Daughter", "Lend a Helpin' Hand", "Wino";
  - come cantante in "White Dove";
  - come cantante e batterista in "Comin' Home";
  - come cantante, batterista e mandolinista in "The Seasons".
  - come coautore in "Preacher's Daughter" (insieme a Ronnie Van Zant) e "Wino" (insieme a Ronnie Van Zant e Allen Collins);
  - addirittura come unico autore in "White Dove" e "The Seasons".

Anche il bassista Greg T. Walker compare in entrambi i lavori discografici, avendo egli militato negli Skynyrds contemporaneamente a Medlocke.

### Ex componenti
- Ron Sciabarasi - tastiere (1969)
- Dewitt Gibbs - tastiere, voci addizionali (1969–1970)
- Jerry Zambito - chitarra (1969)
- Leonard Stadler - basso (1972–1973)
- Danny Johnson - chitarra (1972)
- Patrick Jude - voce (1974)
- Ken Hensley - tastiera, chitarra, voci addizionali (1982–1984)
- Bobby Barth - voce, chitarra, tastiera (1984–1986, 2004–2006, 2006–2010)
- Doug Bare - tastiera, voci addizionali (1986–1992)
- Jerry "Wizzard" Seay - basso, voci addizionali (1986–1988)
- Jef Stevens - basso (1987)
- Harold Seay - batteria, percussioni (1986–1988)
- Gunner Ross - batteria, percussioni (1988–1992)
- Neal Casal - chitarra (1988–1992)
- Mark Mendoza - basso (1988)
- Rikki Mayr - basso, voci addizionali (1989–1992)
- Benny Rappa - batteria, percussioni (1992–1994)
- Mark Woerpel - chitarra, sintetizzatore (1992–1996)
- Tim Stunson - basso (1992–1996)
- Stet Howland - batteria, percussioni (1994–1997)
- John Housley - chitarra (1996–1997)
- Bryce Barnes - basso (1996–1997)
- Chuck Spires - batteria, percussioni, voci addizionali (2005)
- Christoph Ullmann - batteria, percussioni (2005–2006)
- Jay Johnson - chitarra, voce (2006–2007)
- Mark McConnell - batteria, percussioni (2006–2007; morto nel 2012)
- Michael Sollars - batteria, percussioni (2007–2009)
- Scott Craig - batteria, percussioni (2009–2010)
- Mike Estes - chitarra, voce (2010–2011)
- Kurt Pietro - batteria, percussioni (2010–2011)
- Randy Peak - chitarra (2011)
- Philip Shouse - voce, chitarra (2012)
- Christopher Williams - batteria, voce (2012)
- Sean Chambers - voce, chitarra (2012-2014)
- Jeremy Thomas - chitarra, voce (2014-2016)

## Discografia

### Album in studio
- 1975 - No Reservations (Island Records)
- 1976 - Flyin' High (Epic Records)
- 1979 - Strikes (Atco Records) US No. 42
- 1980 - Tomcattin' (Atco Records) US No. 50
- 1981 - Marauder (Atco Records) US No. 48
- 1983 - Siogo (Atco Records) US No. 82
- 1984 - Vertical Smiles (Atco Records) US No. 176
- 1987 - Rick Medlocke and Blackfoot (Atlantic Records)
- 1991 - Medicine Man (Nail Records)
- 1994 - After the Reign (Wildcat Recording Corporation)
- 2016 - Southern Native (Loud & Proud Records)

### Live
- 1982 -  Highway Song Live (Atco Records)
- 1998 -  King Biscuit Flower Hour Presents (King Biscuit Flower Hour Records) live del 1983 pubblicato nel 1998. Uscito anche con il titolo On the Run - Live nel 2004
- 2011 - Train Train: Southern Rock's Best - Live (Deadline Music Records) live del 2007. Pubblicato anche con il titolo Fly Away - Live nel 2011. In vinile viene pubblicato in due versioni con lo stesso titolo, ma copertine e tracklist diverse).

### Singoli
- 1979 - Road Fever/Highway Song (Atco Records, 7104) US No. 26
- 1979 - Train, Train/Baby Blue (Atco Records, 7207) US No. 38
- 1979 - Wishing Well/Highway Song (Atlantic Records, P-439A) pubblicato in Giappone
- 1980 - Spendin' Cabbage/Street Fighter (Atco Records, 7303)
- 1980 - Gimme, Gimme, Gimme/In the Night (Atco Records, 7313)
- 1980 - On the Run/Street Fighter (Atco Records, K 11610) pubblicato in UK
- 1980 - Every Man Should Know (Queenie)/Highway Song (Atco Records, K 11636) pubblicato in UK
- 1981 - Fly Away (Vocal)/Good Morning (Instrumental) (Atco Records, 7331) US No. 42
- 1981 - Searchin'/Payin' for It (Atco Records, 7338)
- 1981 - Good Morning/Pay for It (Atco Records, K 11673) pubblicato in UK
- 1981 - Dry County/Too Hard to Handle + On the Run/Train Train (Atco Records, K 11686F) doppio singolo, pubblicato in UK
- 1981 - Rattlesnake Rock 'n Roller/Good Morning (Atlantic Records, 11 679) pubblicato nei Paesi Bassi
- 1983 - Highway Song/Rollin' & Tumblin' - Fly Away (Atco Records, K 11760) pubblicato in UK
- 1983 - Send Me an Angel/Drivin' Fool (Atco Records, B 9880) pubblicato in UK
- 1983 - Teenage Idol/Run for Cover (Atco Records, 7-99851)
- 1984 - Morning Dew/Livin' in the City (Atco Records, 7-99 690)
- 1987 - Closest Thing to Heaven/Closest Thing to Heaven (Atlantic Records, 7-89223) a nome Rick Medlocke and Blackfoot
- 1987 - Saturday Night/Saturday Night (Atlantic Records, PR 2019) a nome Rick Medlocke and Blackfoot
- 1990 - Doin' My Job/Navarre/Soldier Blue (Nail Records, N 11347-1) pubblicato su CD con il titolo Medicine Man-The Single

### Antologie
- 1994 - Rattlesnake Rock 'N' Roll: The Best of Blackfoot (Rhino Records)
- 2002 - Greatest Hits (Flashback Records)

### Radio shows
- 1978 - Blackfoot Interview
- 1979 - Blackfoot - Johnny Van Zant (Reading Festival])
- 1980 - Blackfoot - Stevie Ray Vaughan KBFH)
- 1981 - Blackfoot - Truimph KBFH (Best of the Biscuit)
- 1982 - Blackfoot KBFH

### DVD
- 2007 - Train Train: Southern Rock's Best - Live (Deadline Music)
- 2008 - Blackfoot: Live in Kentucky (Deadline Music)